# ウーバー化
ウーバー化（英語: uberisation/uberization; ウーバリゼーション）とは、モバイルアプリケーションなどのプラットフォームを利用して、顧客とサービス提供者の間の取引を集約するために、新しい参加者が既存の第三次産業をコモディティ化することを表す、社会学の造語である。いわゆるプラットフォーム経済の一環として、既存の仲介者の役割を回避することが多い。このビジネスモデルでは、従来のビジネスとは異なる運営コストがかかる。
この言葉は、米「Uber」（ウーバー）という社名に由来する。Uber社が開発したモバイルアプリケーションでは、利用者が
出発地と目的地のリクエストを送信すると、そのリクエストが自家用車を使用するUberのドライバーに転送される。

## 背景
ウーバー化は、20世紀から21世紀にかけて開発された情報技術の発展によって実現した。Uber, Grab, Lyft, Airbnb などのビジネス組織は、潜在的な顧客をサービスの潜在的な提供者と直接接触させることを可能にした。ウーバー化は、「仲介者の役割を排除、またはほぼ排除すること」と特徴づけられる。
ユーバー化されたビジネスフォーマットは、以下の要素によって特徴付けられる。
- ピア・ツー・ピア (P2P)、または準ピア・ツー・ピアの取引を可能にするデジタル化されたプラットフォームの使用
- サービスの提供者と顧客の間の距離の最小化
- サービス提供者が提供するサービスの品質を利用者が評価するシステムの利用

## 影響
ウーバー化は、まだ限られた産業でしか行われていないが、その数は増え続けている。例えば、Airbnbの登場により、ホスピタリティ産業は大きく変貌し、業界アナリストによると、ニューヨークだけで年間総額21億ドル以上になると推定されている。ウーバー化は、ホスピタリティ業界やタクシー業界の既存の企業モデルを破壊し、混沌とした変化を引き起こす可能性があると批判されている。しかし、マーケティングなどの業界の既存企業は、この現象を利用して経費を削減し、より専門的なサービスを顧客に提供することができる。

## 倫理的問題
ウーバー化は、労働集約的な産業の衰退を促進させ、それゆえに雇用を脅かしていると批判されている。
また、ウーバー化に伴い、政府の規制や課税に対する懸念も生じている。シェアリングエコノミーの適用により、ウーバー化されたプラットフォームを介したサービスの提供者が、企業規制や納税義務に対してどの程度の責任を負うべきかという論争につながっている。